# Canlaon City
Canlaon ist eine philippinische Stadt (Component City) in der Provinz Negros Oriental. Canloan liegt 168 km von der Provinzhauptstadt Dumaguete City entfernt. Im Osten grenzt Vallehermoso und im Süden Guihulngan an Canlaon City. Auf dem Stadtgebiet liegt der Vulkan Kanlaon, mit 2465 m Höhe über dem Meeresspiegel der höchste Berg in der Provinz Negros Oriental.

## Baranggays
Canlaon ist politisch in zwölf Barangays unterteilt.
- Bayog
- Binalbagan
- Bucalan (East Budlasan)
- Linothangan
- Lumapao
- Malaiba
- Masulog
- Panubigan
- Mabigo (Pob.)
- Pula
- Budlasan (West Budlasan)
- Ninoy Aquino